# Beobachtungsstation Lisnyky

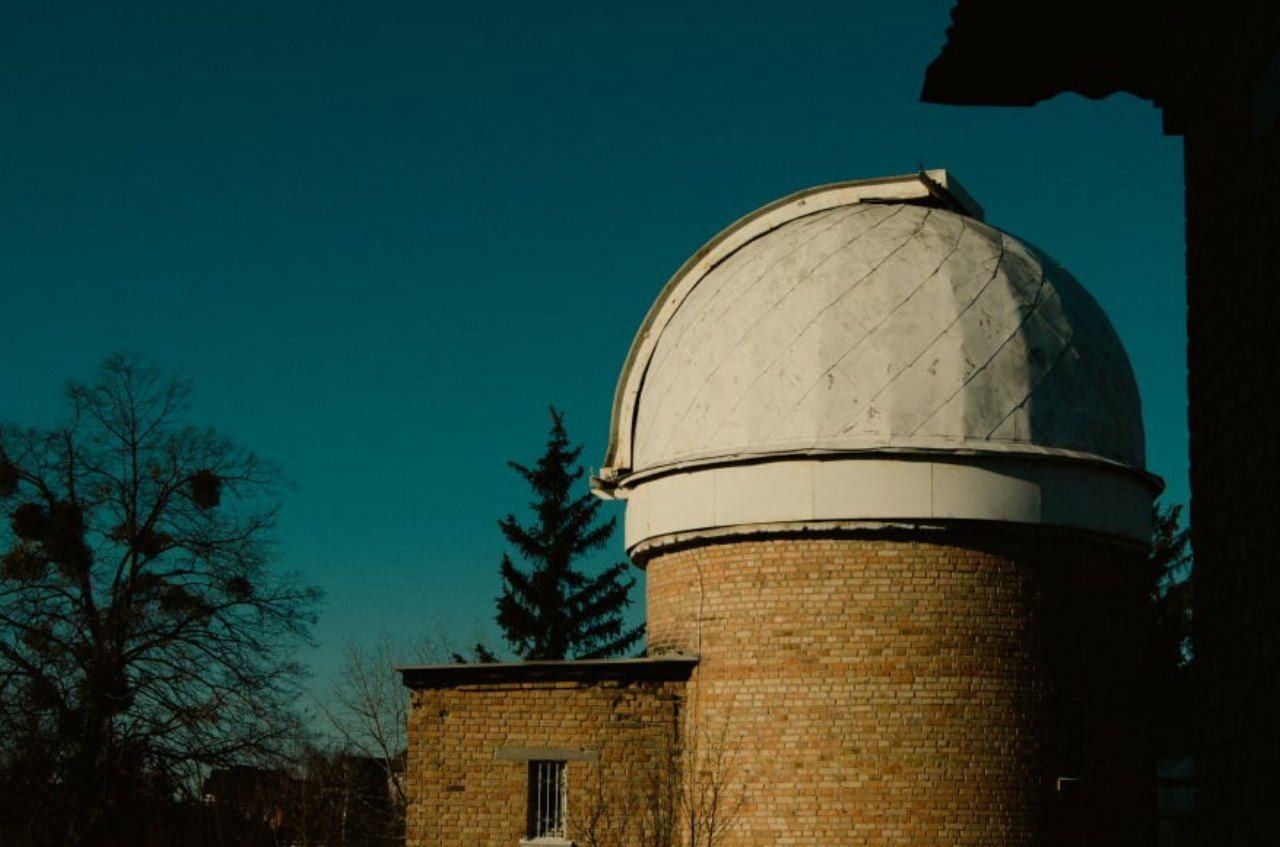
Beobachtungsstation Lisnyky

Die Beobachtungsstation Lisnyky (ukrainisch Спостережна станція Лісники) ist die Beobachtungsstation der Sternwarte der Nationalen Taras-Schewtschenko-Universität Kiew.
Die 1956 vom Leiter des Instituts für Astronomie der Universität Kiew Professor Serhij Wsechswjatskyj gegründete Station befindet sich in 156 m Höhe am südwestlichen Stadtrand der ukrainischen Hauptstadt Kiew im Dorf Lisnyky. Die Anzahl der Beobachtungsnächte beträgt jährlich 50 bis 60, in guten Jahren bis zu 100.

## Technische Daten
Teleskop AZT-8, D = 70 cm, F = 2,8 m, mit einer Reihe von  UBVRI-Filtern ausgestattet
Matrix ST-8XME, 1530x1020, Pixel 9 mm (0,65 Bogensekunden), Feld 16x12 Bogenminuten.